# Megaselia calvescens
Megaselia calvescens är en tvåvingeart som beskrevs av Borgmeier 1962. Megaselia calvescens ingår i släktet Megaselia och familjen puckelflugor. Inga underarter finns listade i Catalogue of Life.